# Stefan Helleblad
Stefan Helleblad, född 1978 på Gotland. Känd som gitarrist i det holländska bandet Within Temptation. Arbetar också med inspelning och mixning.Inledde sitt arbete inom området som ljudtekniker på Sandkvie Studio hos Micke Lyander. Har i detta sammanhang, förutom Within Temptation även arbetat med band som The Ark, Delain och Mooncoloured Hounds. Han spelar även i Gotländska bandet "Jono", tillsammans med Johan Norrby -  sång och keyboard, Johan Carlgren - keyboard & stämsång, Stefan Helleblad - gitarr & stämsång, 
Nicka Hellenberg - trummor och slagverk och Janne Henriksson - bas & stämsång.